# 血まみれの道
血まみれの道（ちまみれのみち）とは、ランドマーク・バプテストの著作物。アナバプテストがキリスト教の教派の中でもっとも古く、浸礼による信仰者へのバプテスマが唯一の正しいバプテスマであり、その継承者がランドマーク派のバプテストであるとする。自らプロテスタントであることを否定している。

## 内容
血のランドマークを辿っている。文中にその目印としてthe landmarks or earmarksとある。

### 歴史
1. カトリック教会と使徒の教会は関係ない。
2. 暗黒時代にクリスチャンは迫害された。
3. アナバプテストはキリスト教の教派でもっとも古い名称である。
4. 幼児洗礼を拒否した真のクリスチャンはいつでも存在した。
5. ドナティスト、Paulicians、アルビ派、ヴァルド派がアナバプテストである。
6. 暗黒時代にカトリックでない教会がつねに存在した。

### 根本教理
1. 霊的な教会はイエス・キリストが創立した。
2. 礼典はバプテスマと主の晩餐のみであり、記念である。
3. 教役者は教会のしもべである。
4. 純粋な会衆制
5. 法と教理は新約聖書だけである。
6. 教会員は信者だけである。
7. 資格は、浸礼によるバプテスマと新約聖書への忠誠である。
8. 教会の独立
9. 政教分離
10. 完全な宗教の自由

## 教会の歴史

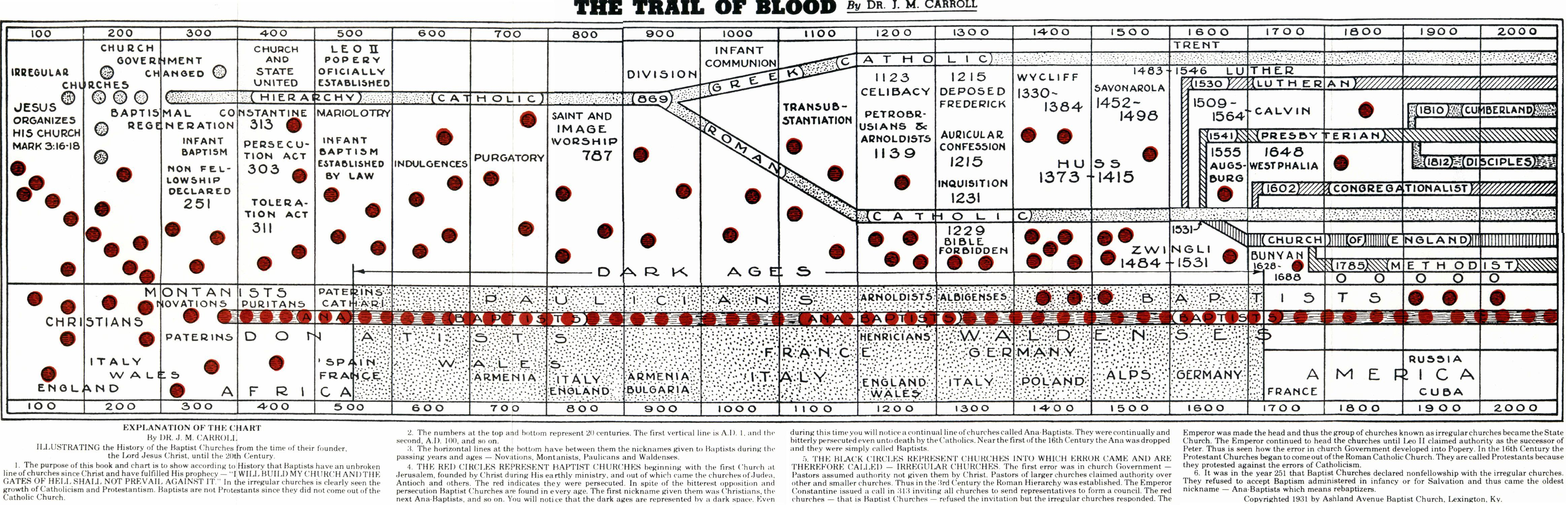
ランドマーク・バプテストの歴史チャート　血のランドマークを辿っている。（表の上がカトリック、下がランドマーク派）

### カトリック教会の歴史
- 3世紀　幼児洗礼
- 4世紀　教会と国家の合同
- 5世紀　教皇制 マリヤ崇拝　幼児洗礼の法制化
- 8世紀  聖人礼拝と画像礼拝の偶像崇拝
- 9世紀  ギリシャ・カトリックとローマ・カトリックの分裂
- 14世紀  ジョン・ウィクリフ
- 15世紀  ジロラモ・サヴォナローラ
- 16世紀 宗教改革

### クリスチャンの歴史
- 1世紀　イエス・キリストが教会をたてた
- 2世紀　モンタノス派
- 4世紀　ドナティスト
- 7世紀  パウロ派
- 13世紀 ヴァルド派
- 15世紀 バプテスト